# Premeaux-Prissey
Premeaux-Prissey és un municipi francès, situat al departament de la Costa d'Or i a la regió de Borgonya - Franc Comtat. L'any 2007 tenia 340 habitants.

## Demografia

### Població
El 2007 la població de fet de Premeaux-Prissey era de 340 persones. Hi havia 143 famílies, de les quals 43 eren unipersonals (12 homes vivint sols i 31 dones vivint soles), 42 parelles sense fills, 46 parelles amb fills i 12 famílies monoparentals amb fills.
La població ha evolucionat segons el següent gràfic:
Habitants censats

### Habitatges
El 2007 hi havia 179 habitatges, 143 eren l'habitatge principal de la família, 16 eren segones residències i 20 estaven desocupats. 171 eren cases i 8 eren apartaments. Dels 143 habitatges principals, 104 estaven ocupats pels seus propietaris, 34 estaven llogats i ocupats pels llogaters i 5 estaven cedits a títol gratuït; 4 tenien una cambra, 11 en tenien dues, 25 en tenien tres, 47 en tenien quatre i 56 en tenien cinc o més. 100 habitatges disposaven pel capbaix d'una plaça de pàrquing. A 69 habitatges hi havia un automòbil i a 65 n'hi havia dos o més.

### Piràmide de població
La piràmide de població per edats i sexe el 2009 era:
| Homes | Edats   | Dones |
| ----- | ------- | ----- |
| 0     | 95 o +  | 4     |
| 0     | 90 a 94 | 0     |
| 4     | 85 a 89 | 12    |
| 0     | 80 a 84 | 0     |
| 16    | 75 a 79 | 0     |
| 0     | 70 a 74 | 12    |
| 4     | 65 a 69 | 12    |
| 4     | 60 a 64 | 8     |
| 12    | 55 a 59 | 12    |
| 8     | 50 a 54 | 4     |
| 16    | 45 a 49 | 4     |
| 8     | 40 a 44 | 20    |
| 32    | 35 a 39 | 24    |
| 8     | 30 a 34 | 8     |
| 4     | 25 a 29 | 4     |
| 8     | 20 a 24 | 8     |
| 28    | 15 a 19 | 4     |
| 12    | 10 a 14 | 12    |
| 12    | 5 a 9   | 8     |
| 8     | 0 a 4   | 4     |

## Economia
El 2007 la població en edat de treballar era de 222 persones, 167 eren actives i 55 eren inactives. De les 167 persones actives 154 estaven ocupades (86 homes i 68 dones) i 14 estaven aturades (7 homes i 7 dones). De les 55 persones inactives 20 estaven jubilades, 22 estaven estudiant i 13 estaven classificades com a «altres inactius».

### Ingressos
El 2009 a Premeaux-Prissey hi havia 169 unitats fiscals que integraven 424 persones, la mediana anual d'ingressos fiscals per persona era de 21.635,5 €.

### Activitats econòmiques
Dels 15 establiments que hi havia el 2007, 1 era d'una empresa extractiva, 7 d'empreses de comerç i reparació d'automòbils, 2 d'empreses d'hostatgeria i restauració, 1 d'una empresa financera, 2 d'empreses immobiliàries i 2 d'empreses de serveis.
L'any 2000 a Premeaux-Prissey hi havia 22 explotacions agrícoles que ocupaven un total de 210 hectàrees.

## Equipaments sanitaris i escolars
El 2009 hi havia una escola elemental integrada dins d'un grup escolar amb les comunes properes formant una escola dispersa.

## Poblacions més properes
El següent diagrama mostra les poblacions més properes.